# Glenys Middelburg
Glenys R. Middelburg (* 26. Februar 1938, auch Middleberg, geborene Glenys R. Hopkinson) ist eine neuseeländische Badmintonspielerin. 

## Karriere
Glenys Middelburg stand 1960 und 1964 in der zweiten Runde der All England. 1962 schaffte sie es dort bis ins Achtelfinale des Dameneinzels. Von 1959 bis 1968 stand sie 11 Mal im neuseeländischen Nationalteam. 1970 wurde sie nationale Meisterin in Neuseeland.

## Sportliche Erfolge
| Saison | Veranstaltung                 | Disziplin   | Platz | Name              |
| ------ | ----------------------------- | ----------- | ----- | ----------------- |
| 1970   | Neuseeländische Meisterschaft | Dameneinzel | 1     | Glenys Middelburg |